# Parque Copou

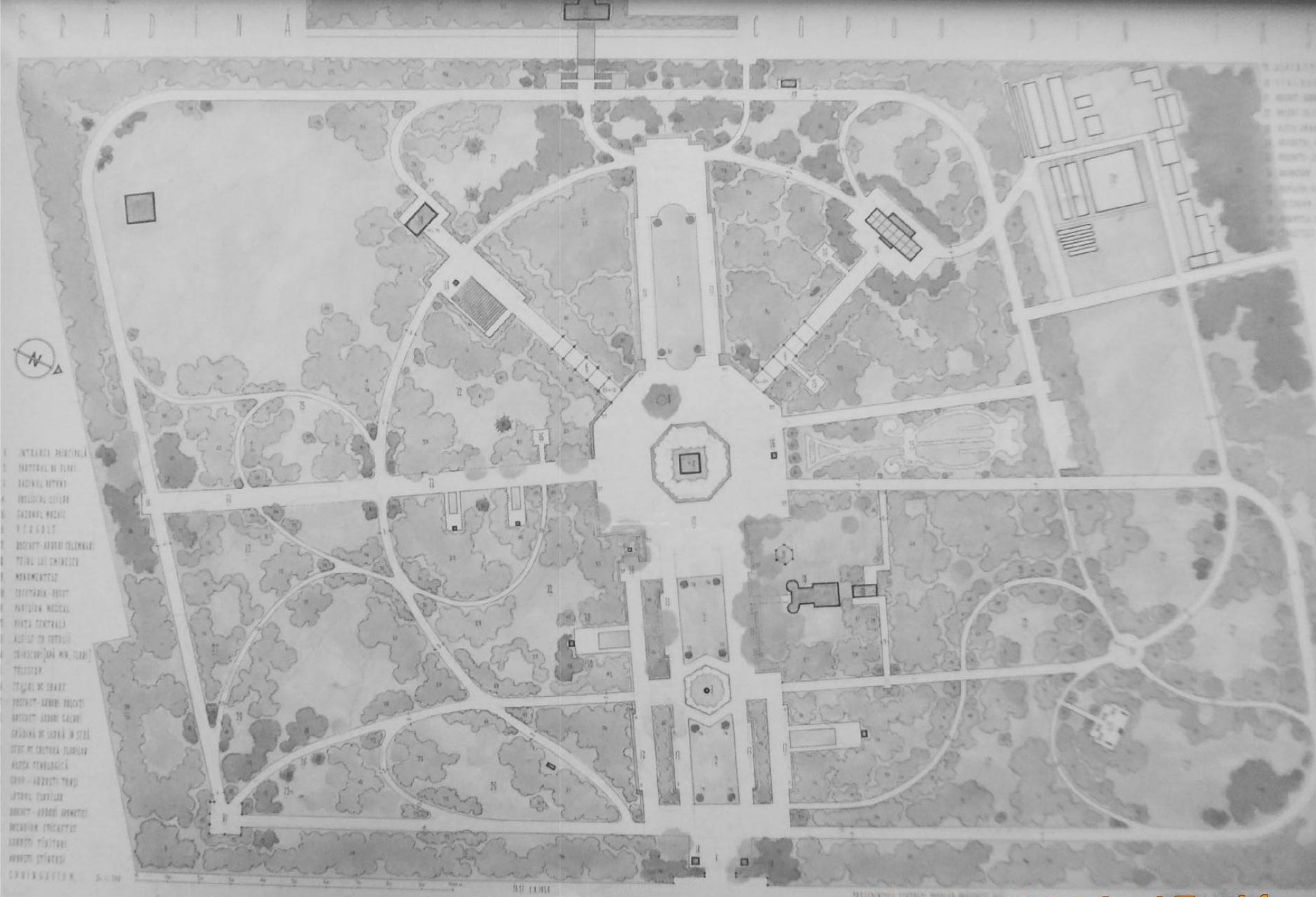
Un mapa del parque Copou por Vsevlad Carmazinu-Cacovschi

El parque Copou o jardines Copou es el parque público más antiguo de Iaşi, Rumanía. Su desarrollo comenzó en 1834 bajo el reinado de Mihail Sturdza, lo que convirtió al parque en uno de los primeros jardines públicos de Rumanía y en un punto de referencia de Iaşi. En su centro se encuentra el obelisco de los Leones (1834), un obelisco de 13,5 m de altura dedicado al Regulamentul Organic, la primera ley de organización política, administrativa y jurídica de los principados rumanos.
Otros lugares de interés incluyen el tilo de Eminescu, el museo Mihai Eminescu y el callejón Junimea . Los jardines son un destino popular para turistas y lugareños, así como un lugar favorito para festivales de poesía, exhibiciones de fotografía y ferias de arte y artesanía.
El parque cubre aproximadamente 10 hectáreas (frente a las 19 hectáreas en el apogeo de su desarrollo de finales del siglo XIX) y ha sido descrito como uno de los jardines públicos más bellos de Moldavia.

## Historia

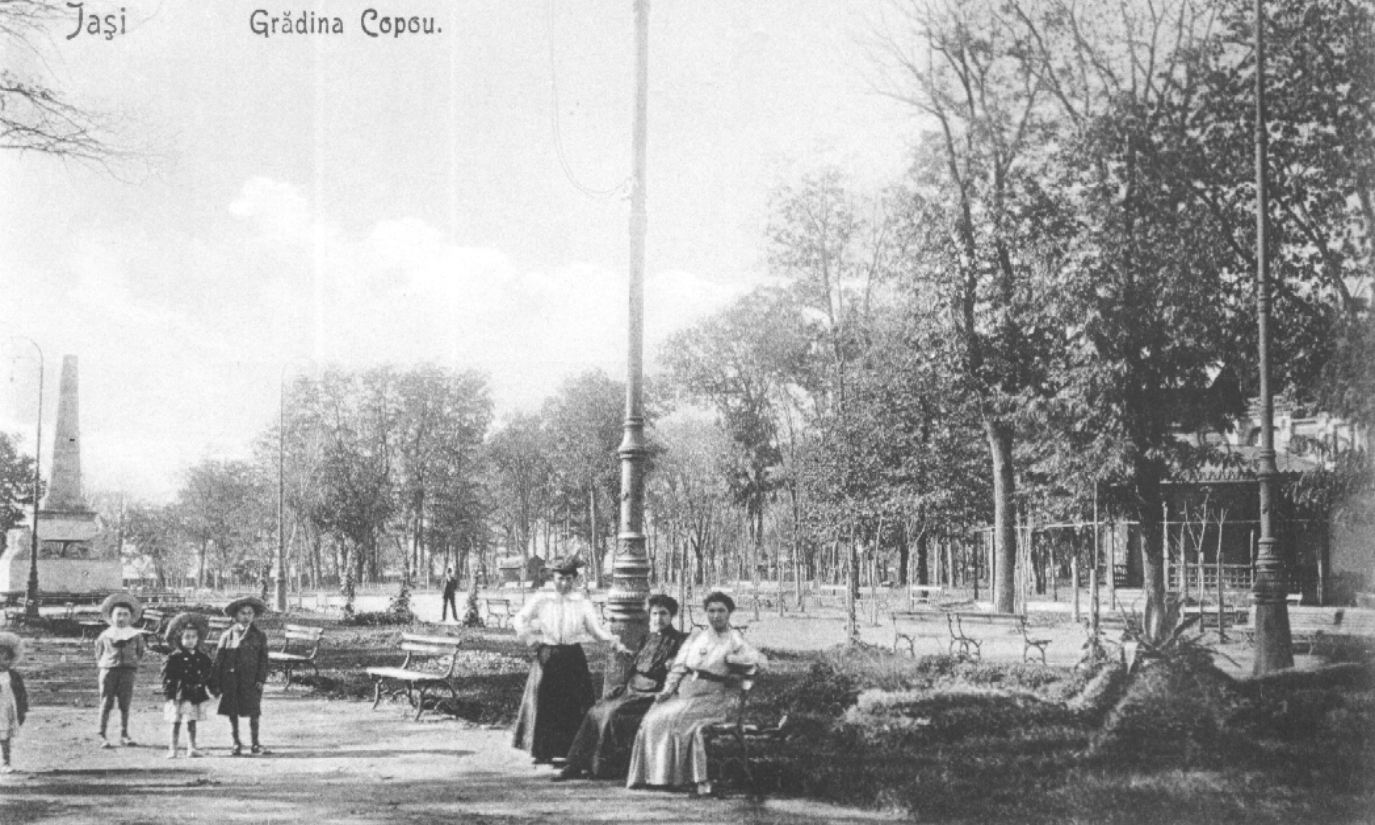
Visitantes en el parque Copou (imagen de archivo)

A partir de mediados del siglo XIX, los nuevos espacios verdes de Copou se convirtieron en el destino favorito de la alta burguesía y la aristocracia local, lo que hizo que las familias más modestas de la ciudad evitaran la zona por miedo a exponerse al sarcasmo de los dandis. Entre los visitantes habituales se encontraban personas como Aglaia Moruzzi (famosa por sus fiestas anuales de Copou), Marghiolița Rosetti Rosnovanu, Leon Bogdan, Natalia y Elena Suțu, Maria Catargi o Dimitrie Mavrocordat. Se sabe que la gente de moda de la capital de Moldavia aprovechaba sus excursiones a Copou para dar muestras de cohesión social y de juego: "sustituyendo sus salones, el Copou aristocrático asumía todas las funciones de sociabilidad, convirtiéndose en un enorme salón público". Los recuerdos de Alecu Russo confirman los cuadros: "Copou es el teatro donde los jóvenes debutan en el mundo, todos melancólicos y recostados en sus carruajes, con el habitual cigarrillo colgando de la comisura de los labios... Copou es también un escenario que gusta a nuestras damas, grandes y pequeñas, jóvenes y viejas, feas o bellas, para competir por el brillo de sus llamativos trajes".
Jeffrey Gorney escribió de forma similar sobre el parque Copou en sus memorias de 2014, describiéndolo como "verde y gracioso... donde el tío abuelo Victor dirigía una cervecería; donde mis abuelos y sus amigos venían a ver y a ser vistos; donde las cuerdas de bombillas iluminaban la noche con alegría; y donde el vino y la cerveza fluían libremente y las risas se desgranaban al son de violines y concertinas".

## Estado actual
Un estudio piloto socioantropológico realizado para el municipio en diciembre de 2013 constató que para el visitante moderno el parque Copou se había convertido en un lugar simbólico: sus árboles seculares, muchos de ellos tilos, facilitaban la expresión de sentimientos positivos hacia el pasado, así como de "incredulidad, amargura, enajenación... o agresividad" con respecto a la controvertida decisión de la administración local de sustituir (mediante la tala) una alineación de tilos en el centro de la ciudad por arbustos japoneses en miniatura (decisión que se revocó posteriormente, tras un referéndum público sobre el tema en 2015).

## Imágenes

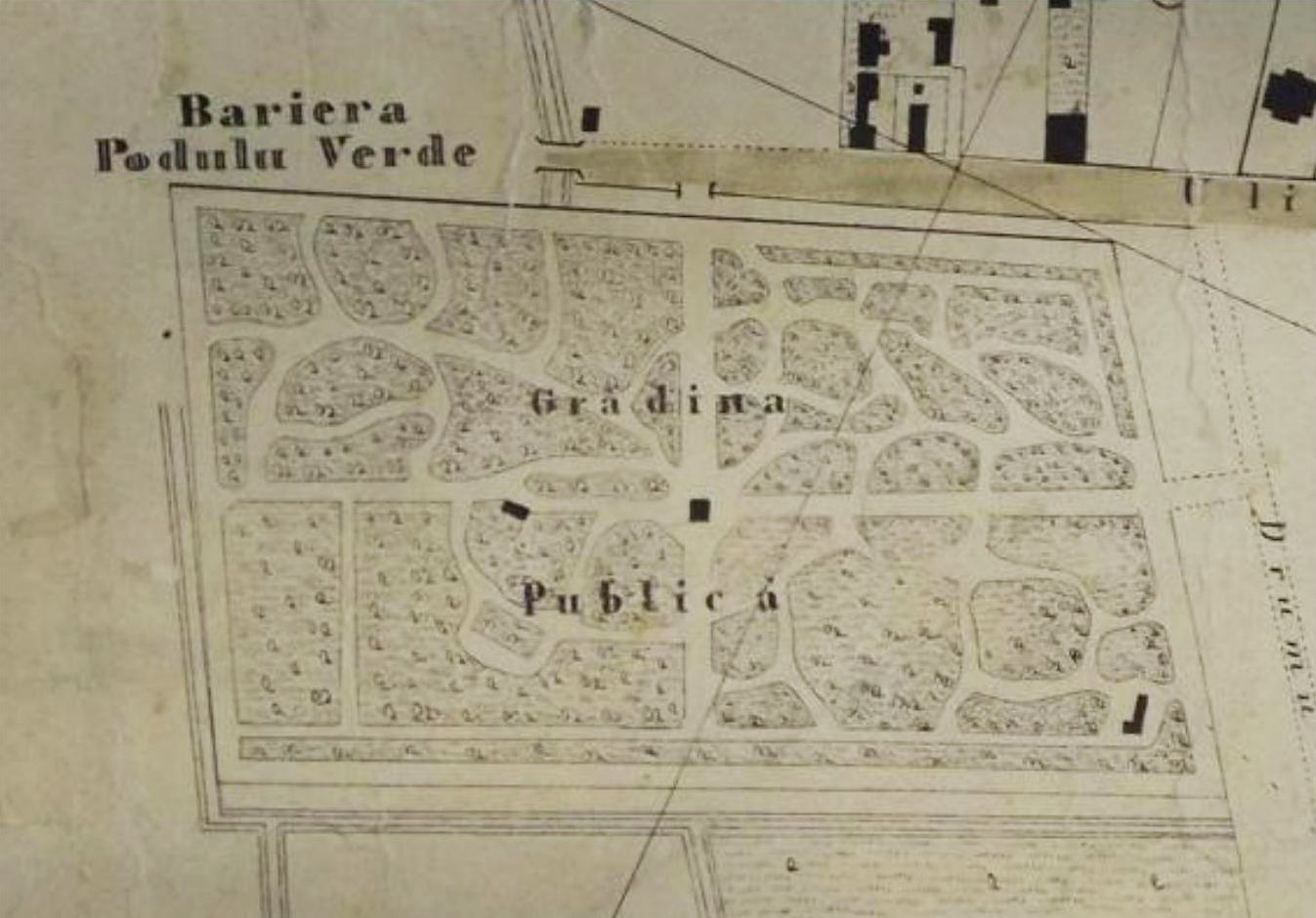
Mapa histórico del parque Copou (1857)
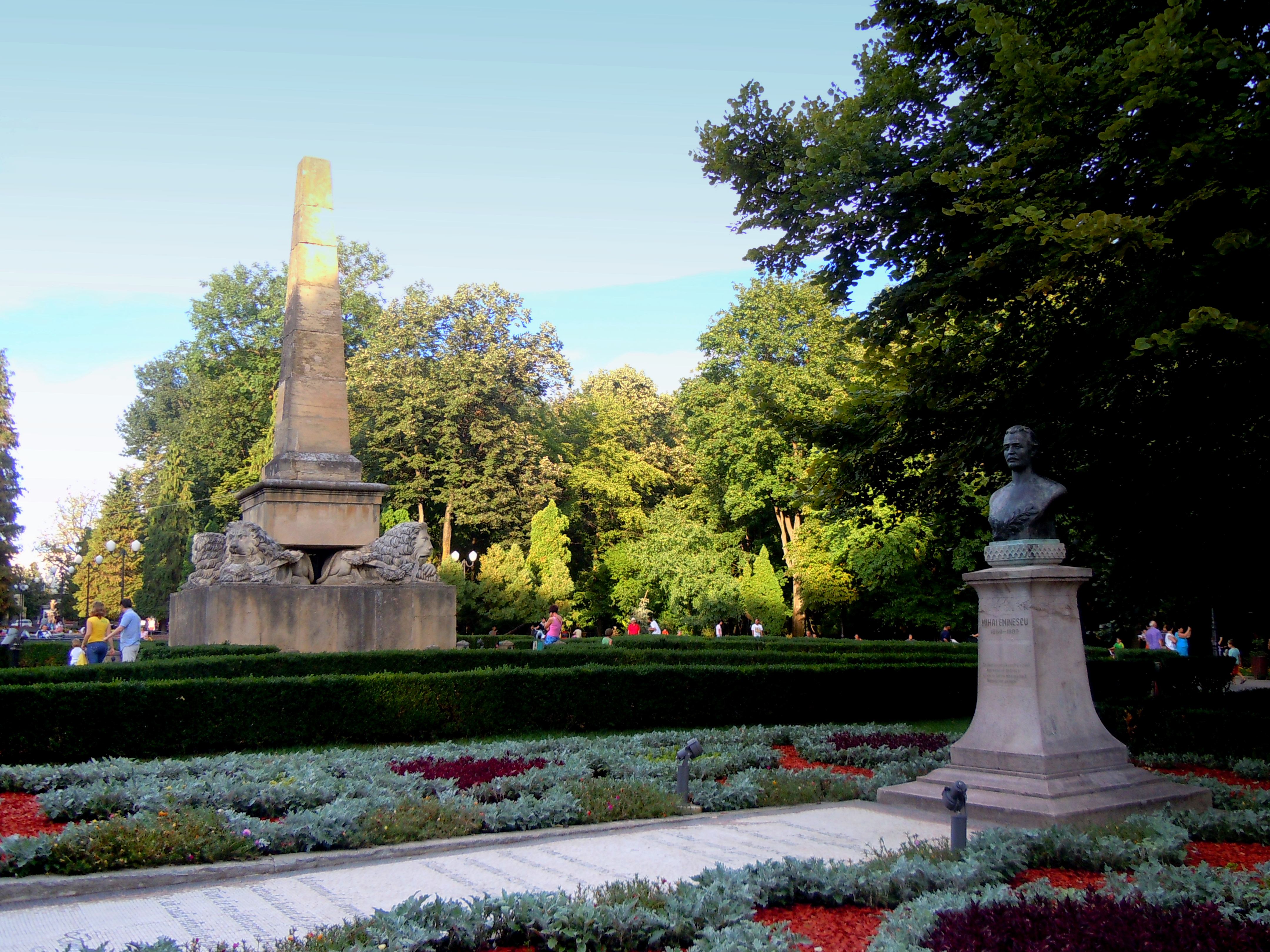
El obelisco de los Leones en el parque Copou
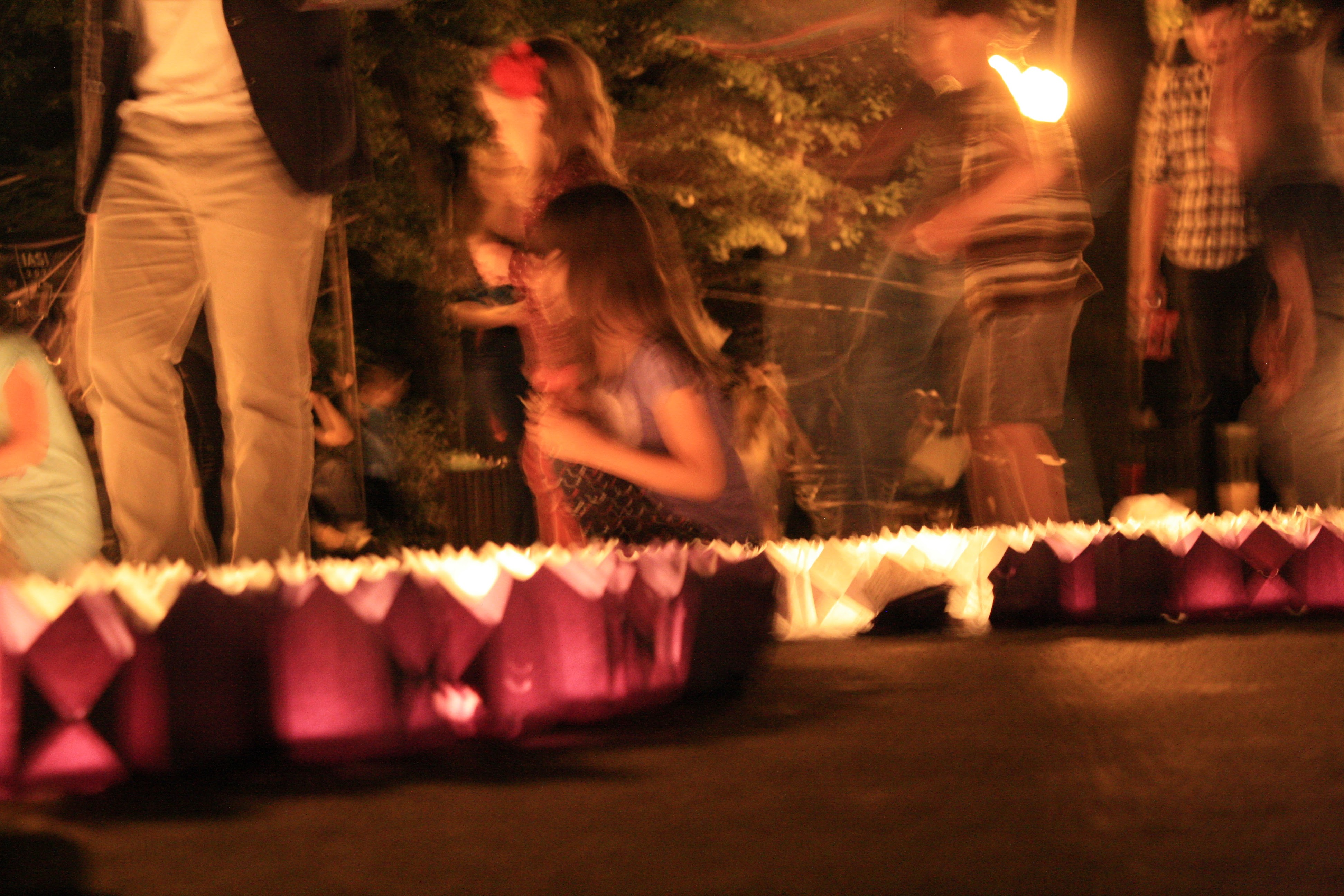
"Festival de la Luz" en el parque Copou (mayo de 2016)
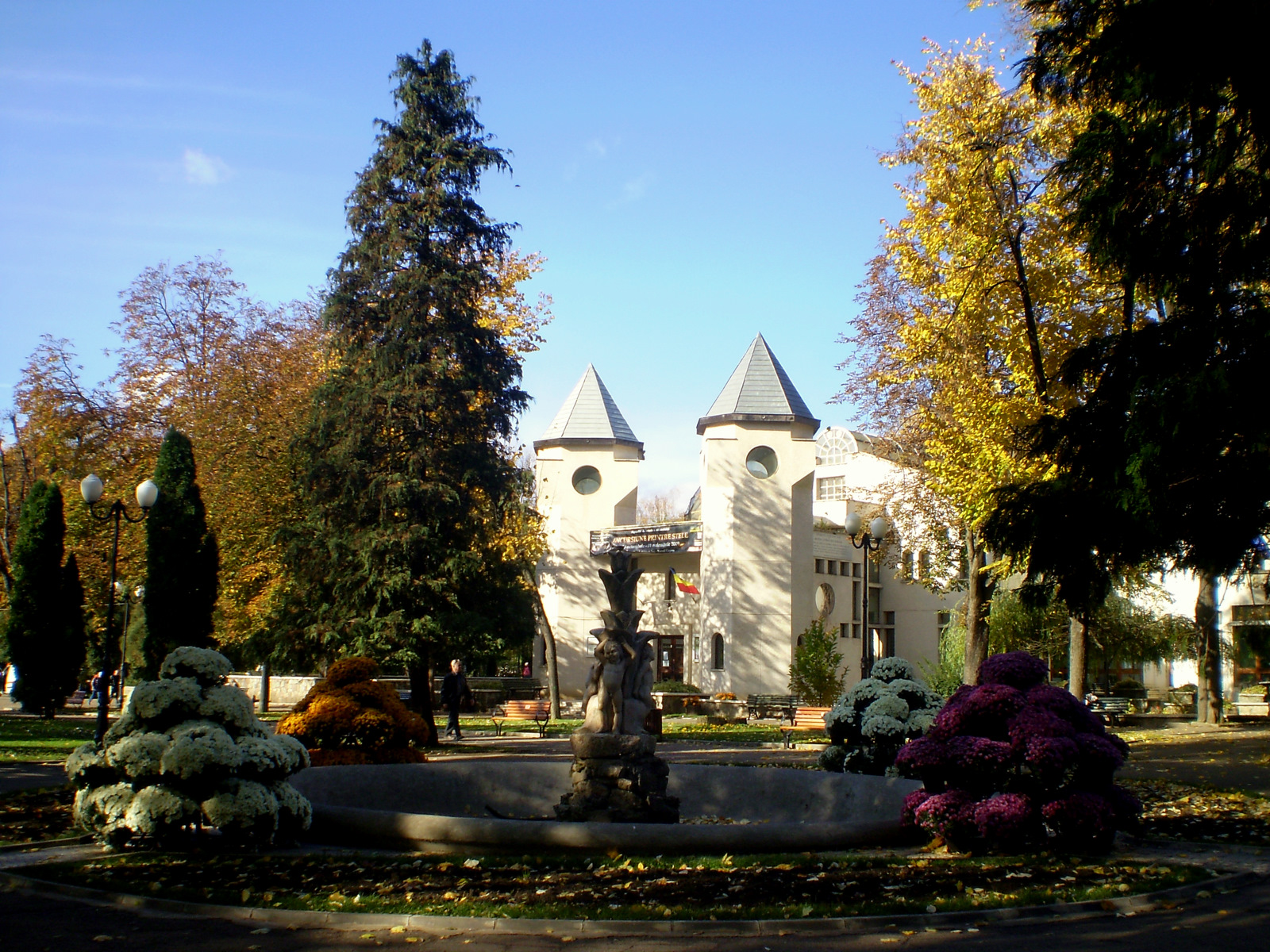
Museo "Mihai Eminescu" en el parque Copou
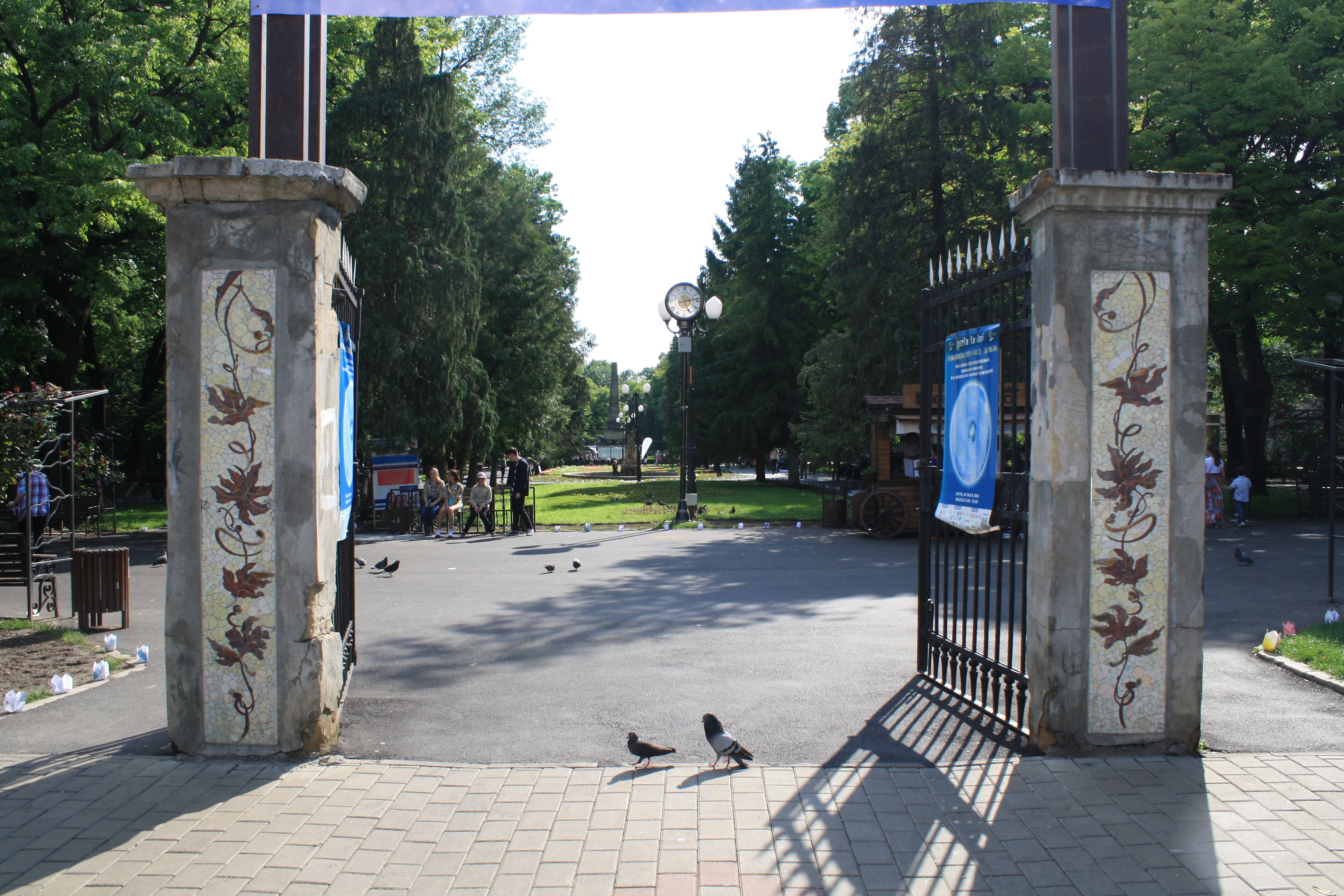
Entrada principal en el parque Copou